# 朝陽カントリークラブ
朝陽カントリークラブ（ちょうようカントリークラブ）は、山口県山陽小野田市にあるゴルフ場である。

## 概要
日本における石炭発祥の地は、長門の国厚狭と筑前の国黒崎といわれている。明治以降、炭鉱開発が進み、石炭採掘に必要な採掘用ダイナマイトの生産も盛んになった。ダイナマイトを製造する日本火薬（現・日本化薬株式会社）厚狭作業所は、従業員1,600名の工場に成長した。しかし、1957年（昭和32年）頃、石油やプロパンガスの登場で石炭不況が訪れ、日本火薬も整理対象者の受け皿の子会社2社などの対策がとられた。
日本火薬の作業所長・田中立治は、定年近い社員を救済するために、ゴルフ場を建設し経営することを提案した。だが、会社には受け入れられなかったが、1963年（昭和38年）12月、ゴルフ場の建設用地にと山林30万坪を取得した。1965年（昭和40年）10月16日、新たなゴルフ場の建設に向けて経営母体「朝陽観光開発株式会社」を設立し、代表に田中立治が就任した。
ゴルフ場の建設用地は、日本火薬の厚狭作業所から10分程の所にあるが、石炭のガラを捨てる場所だったため、30センチも掘れば粘土質で土質の悪いところだった。1965年（昭和40年）10月29日、コース設計をゴルフコース設計学博士の間野貞吉に依頼し、コースの造成工事を着工した。1966年（昭和41年）11月7日、アウトコース9ホールが完成し、開場された。翌年1967年（昭和42年）11月7日、インコース9ホールが完成し、18ホールのゴルフ場が完成した。
その後、1972年（昭和47年）、インコースの荒草池を横切り山陽新幹線が通ることになり、その工事のため1年間インコースを閉鎖することになった。インコースも一部の改造工事が行われることになり、新たなコース18ホールは、距離6,88ヤード、パー72のゴルフ場となった。

## 所在地
〒757-0002 山口県山陽小野田市大字郡16-3

## コース情報
- 開場日 - 1966年11月7日
- 設計者 - 間野 貞吉
- 面積 - 990,000m2（約29.9万坪）
- コースタイプ - 丘陵コース
- コース - 18ホールズ、パー72、6,800ヤード、コースレート72.3
- フェアウェー - コウライ
- ラフ - ノシバ
- グリーン - 2グリーン、ベント、コウライ
- ラウンドスタイル - キャディ人数に応じてキャディ付きとし、それ以外はセルフ、5人乗り乗用カート使用、1組4人原則、状況によりツーサム可
- 練習場 - 15打席120ヤード
- 休場日 - 毎週月曜日、12月31日、1月1日（セルフ営業）[2][3]

## クラブ情報
- ハウス面積 - 3,018m2（912.9坪）
- ハウス設計 - 黒川 勝利
- ハウス施工 - 埴生産業[2][3]

## ギャラリー
- コース - 「朝陽カントリークラブ」、コースガイド、2021年6月6日閲覧
- ハウス - 「朝陽カントリークラブ」、施設案内、2021年6月6日閲覧

## 交通アクセス
- 鉄道 - 山陽本線・山陽本線・美祢線 - 厚狭駅より タクシー利用約5分[4]
- 道路 - 山陽自動車道 - 小野田ICより 2.5Km[4]

## 関連文献
- 『ゴルフ場ガイド 西版』、2006-2007、「朝陽カントリークラブ」、東京 ゴルフダイジェスト社、2006年5月、2021年6月6日閲覧
- 『美しい日本のゴルフコース BEAUTIFUL GOLF CULTURE IN JAPAN 日本のゴルフ110年記念 ゴルフは日本の新しい伝統文化である』、ゴルフダイジェスト社「美しい日本のゴルフコース」編纂委員会編、「火薬工場の従業員救済のため融資を募り30万坪を確保」、東京 ゴルフダイジェスト社、2013年12月、2021年6月6日閲覧